# Isabeau

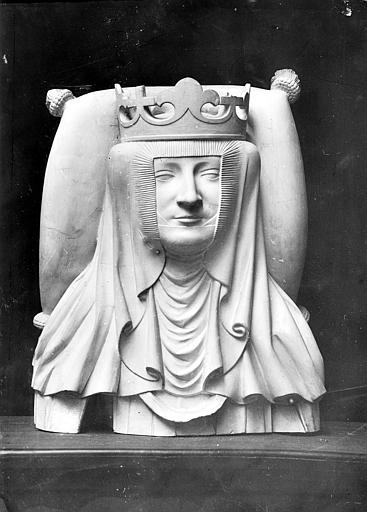
Gipsabdruck des Grabes von Isabeau de Bavière, Königin von Frankreich.

Isabeau de Bavière (* wohl 1370 wahrscheinlich in München als Elisabeth von Bayern; † 30. September 1435 in Paris) war eine Prinzessin von Bayern aus dem Hause der Wittelsbacher. Am 17. Juli 1385 wurde sie in Amiens mit dem ebenfalls noch jugendlichen französischen König Karl VI. verheiratet und war bis zu dessen Tod 1422 Königin von Frankreich.

## Herkunft
Elisabeth war die Tochter Herzog Stephans III. von Bayern-Ingolstadt und seiner Gemahlin Taddea Visconti. Ihr älterer Bruder Ludwig VII. (1368–1447) lebte vor seinem Herrschaftsantritt als Herzog von Bayern-Ingolstadt viele Jahre bei ihr am französischen Hof.
Isabeaus Großeltern väterlicherseits waren Herzog Stephan II. von Bayern und Elisabeth von Sizilien, Tochter von König Friedrich III. von Sizilien und seiner Gemahlin Eleonore von Anjou, die wiederum die Tochter von Karl II. von Neapel und seiner Gemahlin Maria Árpád von Ungarn war. Ihr Großvater mütterlicherseits war Bernabò Visconti, Herr von Mailand.

## Königin von Frankreich

### Erste Ehejahre

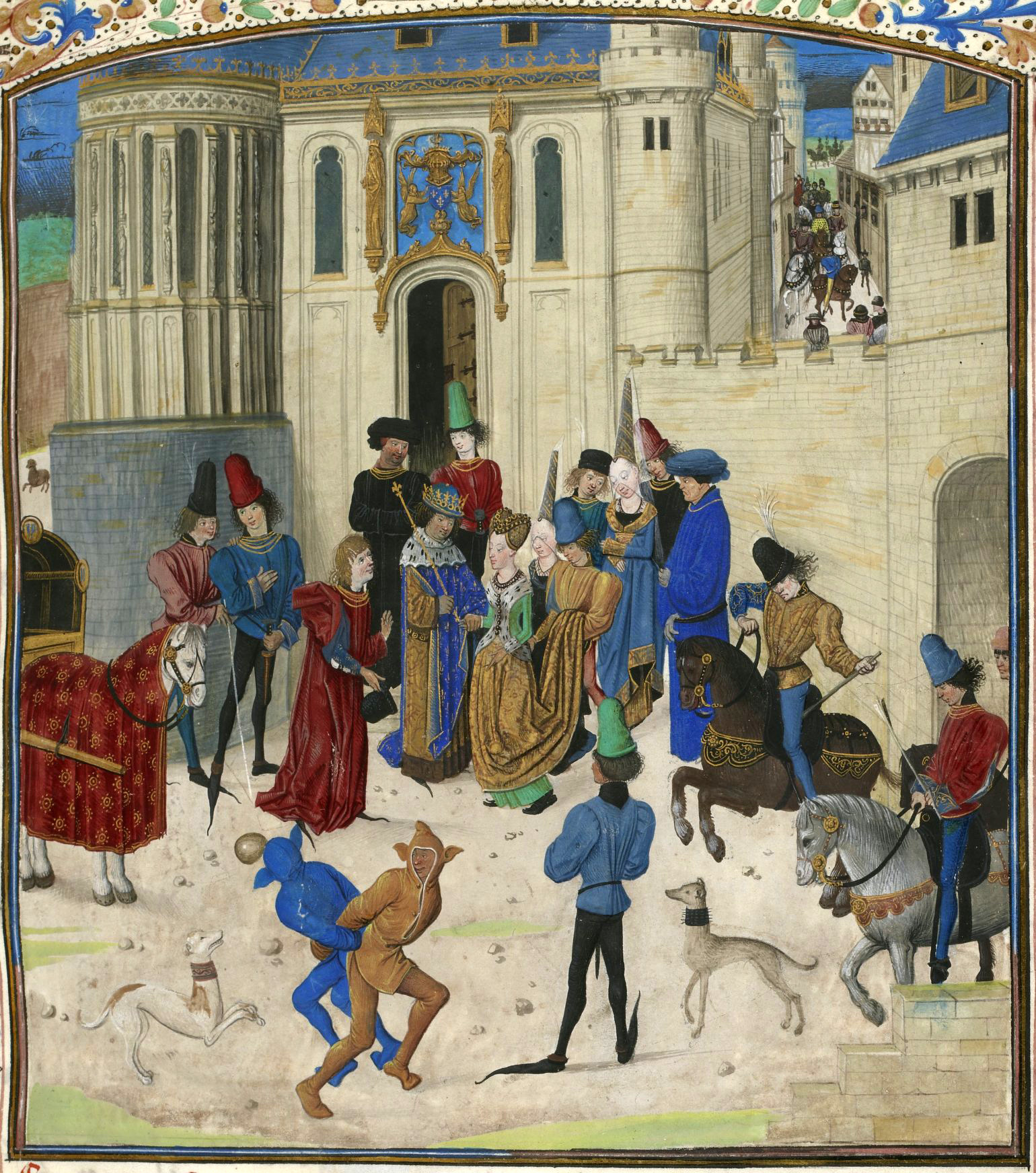
Ankunft Isabeaus in Paris

Isabeaus junger Gemahl war bereits als zwölfjähriger Knabe seinem Vater Karl V. auf den französischen Thron gefolgt.
Da er noch unmündig war, übten die drei jüngeren Brüder seines Vaters als Regentschaftsrat für ihn die Macht aus: die Herzöge Ludwig I. von Anjou, Johann von Berry und Philipp II. von Burgund. Diese sog. Regierung der Herzöge versah ihre Aufgaben jedoch mit mäßigem Erfolg, da jeder der drei Regenten zugleich mächtiger Territorialfürst war und vor allem eigene politische und wirtschaftliche Interessen verfolgte.
1388 löste Karl VI. den Regentschaftsrat ab und nahm die Regierungsgeschäfte selbst in die Hand. Bemüht, seinem Volk ein guter König zu sein, stützte er sich auf die Ratgeber seines Vaters, doch erwies er sich als sprunghaft, wankelmütig und beeinflussbar. Auch war soeben der Hundertjährige Krieg zwischen England und Frankreich wieder aufgeflammt, der 1337 begonnen hatte und ausschließlich auf französischem Boden stattfand.
Isabeau hielt sich in diesen Jahren von der politischen Bühne weitgehend zurück und genoss das Leben als französische Königin. Während das Volk hungerte, verursachte ihr Hang zum Luxus erheblichen Unmut.

### Konflikte zwischen Orleanisten und Bourguignons
1392 bemerkte man bei Karl VI. die ersten Anzeichen geistiger Störungen und nur ein Jahr später musste man ihn für regierungsunfähig erklären. Königin Isabeau wurde nun zur Regentin erklärt, hatte allerdings wieder den Regentschaftsrat der drei Herzöge an ihrer Seite, in welchem der energische Philipp von Burgund die Hauptrolle spielte.
Gleichzeitig meldete aber auch der jüngere Bruder des Königs, Ludwig, Herzog von Orléans, seinen Anspruch auf Teilhabe an der Macht an. Hierauf bildeten sich um 1400 zwei Parteien am französischen Hof: Zum einen die Orleanisten, die den Machtanspruch Ludwigs unterstützten, zum anderen die Bourguignons um Herzog Philipp.
In diesem Streit gab es keine Einigung, so dass der Konflikt mit der Ermordung des Herzogs von Orléans 1407 seinen vorläufigen Höhepunkt fand. Der Drahtzieher des Anschlags war durchaus bekannt: Johann Ohnefurcht, der neue Herzog von Burgund. Dennoch gelang es nicht, ihn für dieses Attentat persönlich haftbar zu machen, da er auf eine starke Verbündete an seiner Seite zählen konnte: die Regentin Isabeau, die mittlerweile mit ihrem Einfluss auf den geistig erkrankten Karl VI. zu einer hohen Machtposition gekommen war.
Dennoch war der Streit zwischen den Orleanisten und den Bourguignons durch den Mord längst nicht beigelegt, da nun der Sohn des ermordeten Herzogs, Karl von Orléans, den Thronanspruch seines Vaters fortführte. Von dem starken Einfluss des Grafen Bernard von Armagnac geleitet, nannten sich die Partei der Orleanisten bald darauf in Armagnacs um, damit die Loyalität zwischen den Häusern Orléans und Armagnac deutlich unterstrichen wurde.
Bereits 1410 tobte im ganzen Land ein offener Bürgerkrieg der Armagnacs und Bourguignons, wobei jene im Jahre 1413 das Blatt zu ihren Gunsten wenden konnten.
Die gesamte königliche Familie wurde nach Paris verbracht, wobei man Isabeau aufforderte, in ein Kloster einzutreten. Dort sollte sie über ihr gotteslästerliches Leben, geprägt von sittlichen Ausschweifungen und Völlerei, nachdenken. Doch Isabeau weigerte sich beharrlich, ihr Leben fortan als Nonne zu fristen, so dass man sie in Paris unter strengen Arrest stellte.
Somit war sie auch erstmal nicht mehr in der Lage, auf ihren Gemahl Karl VI. weiterhin Einfluss zu üben.
1415 erklärte der englische König Heinrich V. den Friedensvertrag von Bretigny als nichtig, da Frankreich sich nicht an seinen Teil der Vereinbarungen gehalten habe, im Gegenteil, man habe unter Karl V. alle Ländereien mit dem Schwert genommen.
Heinrich V. forderte nun alle Provinzen für die englische Krone zurück – ein strategisch gut gewählter Zeitpunkt, da Frankreich durch seinen Bürgerkrieg enorm geschwächt war. Im August 1415 marschierten die englischen Truppen in Frankreich ein.
Herzog Karl von Orleans versammelte alle treu ergebenen Adligen und Ritter an seiner Seite und führte sie den Engländern entgegen. Am 25. Oktober 1415 trafen die Armeen in der Schlacht von Azincourt aufeinander, doch es gelang den Engländern, das
zahlenmäßig größere und weitaus besser gerüstete französische Heer vernichtend zu schlagen. Ein Großteil der Edelleute, die für Frankreich zum Kampf angetreten waren, verlor ihr Leben in der Schlacht. Andere wurden gefangen genommen und auf Befehl Heinrichs V. hingerichtet.
Mit dieser Schlacht verlor das ohnehin geschwächte Frankreich einen Großteil seines Adels, der wichtige Posten, Ämter und Funktionen im Land ausgeübt hatte. Herzog Karl von Orleans war zwar mit dem Leben davongekommen, dennoch befand er sich von nun an in englischer Gefangenschaft und wurde außer Landes gebracht. Doch noch viel schlimmer, die Partei der Armagnacs war ihrer wichtigsten Führer beraubt und das Haus Burgund sah die Zeit für einen erneuten Umschwung gekommen. Daher schlossen England und Burgund einen Bündnispakt gegen Frankreich.
Paris, wo die königliche Familie und Isabeau immer noch weilten, blieb zunächst von den neuen Kampfhandlungen verschont. Nachdem die ältesten Söhne der königlichen Familie (Ludwig und Johann) jung verstarben, erhielt 1417 der jüngste männliche Spross, 11. Kind und 5. Sohn, der Familie, der spätere Karl VII., den Titel des Dauphin, der ihn somit rechtmäßig als Thronerbe Frankreichs auswies.

### Politischer Einfluss

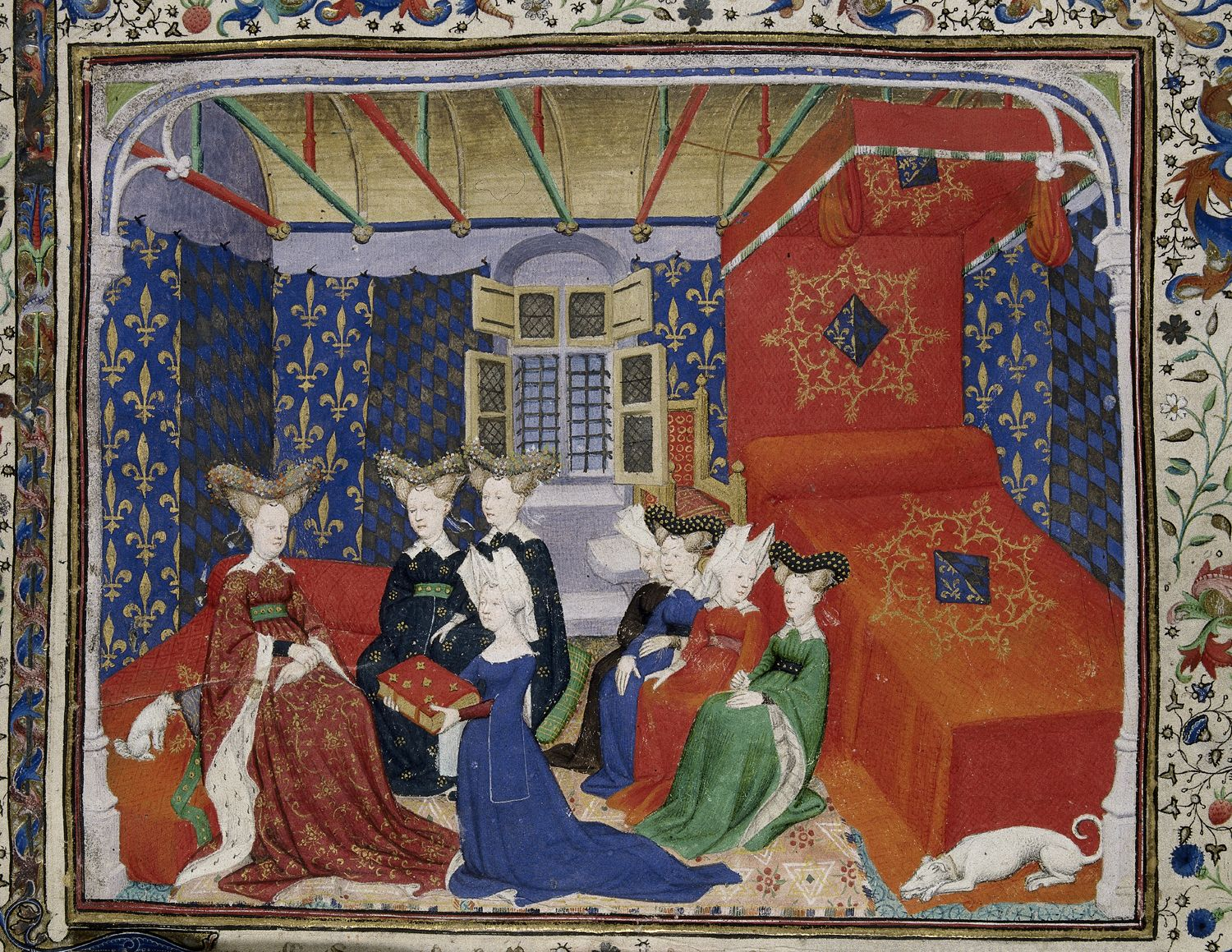
Christine de Pisan präsentiert ihr Buch Isabeau de Bavière

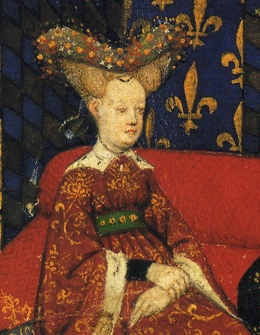
Königin Isabeau, ca. 1410–14

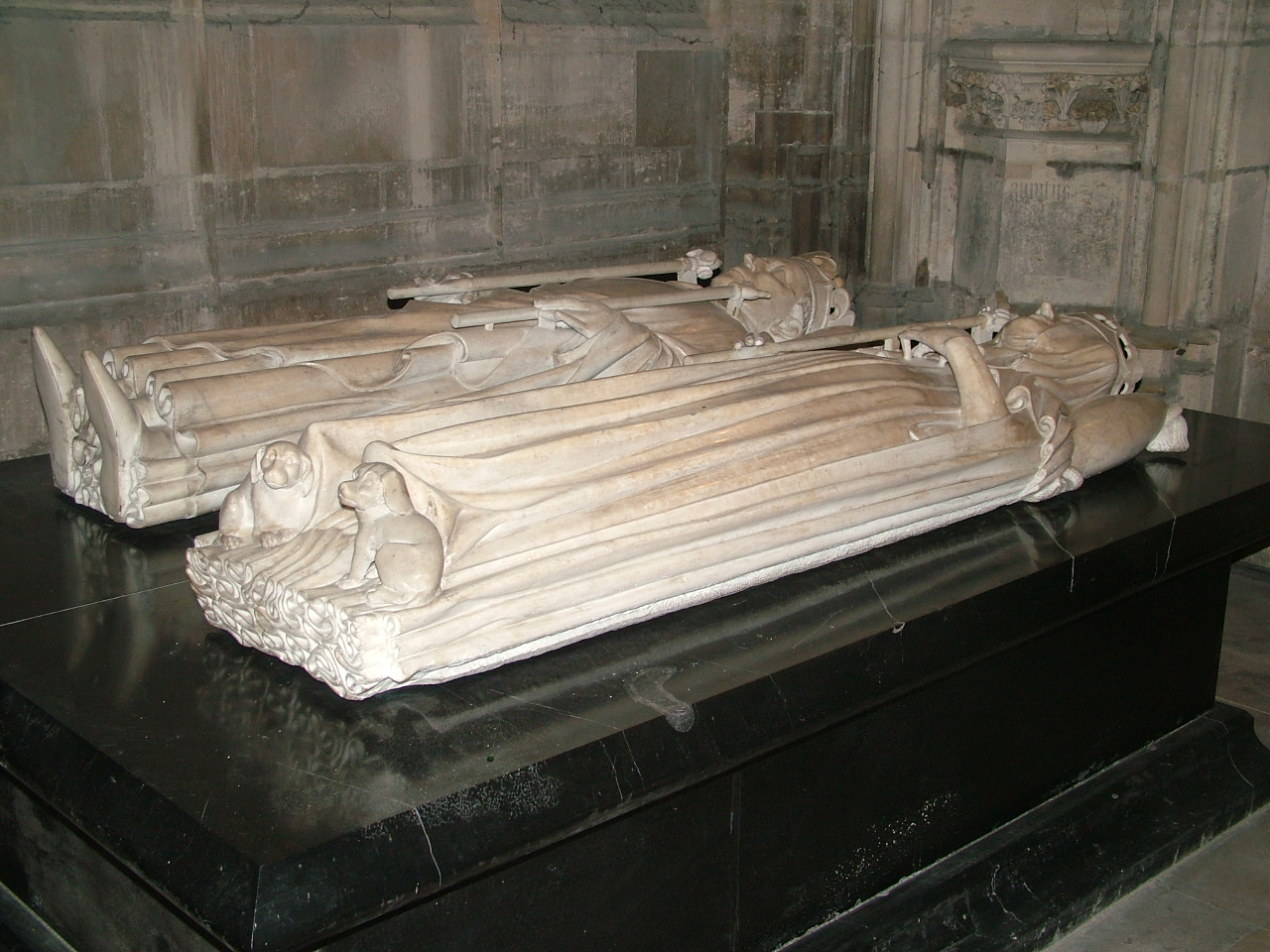
Grab von König Karl VI. und Isabeau de Bavière

Isabeau, die sich aber nach wie vor mit ihrem Bündnispartner Johann Ohnefurcht in Loyalität übte, versuchte, den Anspruch ihres eigenen Sohnes auf den Thron abzuwehren. Das Verhältnis zwischen Mutter und Sohn war ohnehin nicht das beste, da ihr der erst vierzehnjährige Dauphin fast täglich Vorwürfe bezüglich ihres schamlosen Lebensstils machte. Letzten Endes bestimmte Karl VII., seine Mutter vom königlichen Hof zu entfernen, und überstellte sie nach Tours. Die strenge Aufsicht über ihre Person und der Arrest wurden jedoch nicht aufgehoben. Am 2. November 1417 floh sie in das Kloster Marmoutier. Von dort aus bat sie Herzog von Burgund Johann Ohnefurcht, den Mörder Ludwigs von Orléans, um Hilfe.
1418 fielen die Bourguignons in der Stadt Paris ein und veranstalteten ein Gemetzel unter den Anhängern der Armagnacs. König Karl VI. blieb zwar an Leib und Leben verschont, doch der junge Dauphin Karl VII. konnte sich nur in letzter Sekunde durch eine Flucht nach Bourges retten.
Johann Ohnefurcht befreite Isabeau aus ihrem Arrest und geleitete sie zurück nach Paris, womit Karl VI. wieder ihrem Einfluss ausgesetzt war.
Nachdem Johann Ohnefurcht 1419 durch einen Mordanschlag, höchstwahrscheinlich auf Geheiß des Dauphins, zu Tode kam, übernahm sein Sohn Philipp III. von Burgund das Herzogtum. Doch fortan strebte Burgund nicht mehr nach der französischen Krone, sondern vielmehr nach einem unabhängigen Burgund, das sich frei und unabhängig von Frankreich entfalten konnte.
1420 erklärte Isabeau, dass ihr Sohn, der Dauphin, keinesfalls den Thron Frankreichs besteigen könne, weil er kein legitimer Sohn König Karls VI. sei. Da ihr geistig behinderter Mann keine Anklage wegen Ehebruchs erheben konnte und sie als Verbündete des Hauses Burgund keinerlei Befürchtungen haben musste, als Ehebrecherin belangt zu werden, erklärte sie ihren Sohn als außerehelich gezeugt. Möglicherweise war Herzog Ludwig von Orléans, der jüngere Bruder von König Karl, der Erzeuger. Mit dieser Behauptung setzte sie den Streit zwischen sich und ihrem Sohn fort, dem sie damit die offizielle Thronfolge aberkannte. Viel mehr noch drängte sie ihren Mann, Karl VI., den Vertrag von Troyes zu unterzeichnen.
In diesem am 21. Mai 1420 unterzeichneten Dokument zwischen Karl VI. und Heinrich V. wurde dem englischen König der Anspruch auf den Thron Frankreichs bestätigt und durch die Ehe mit Karls VI. Tochter, Catherine de Valois, legitimiert.
Doch bevor Heinrich V. den französischen Thron besteigen konnte, verstarb er 1422 – zwei Monate später folgte ihm Karl VI. ins Grab. Isabeau, die somit keinen Verbündeten mehr hatte und auch die Rache der Armagnacs fürchtete, begab sich freiwillig ins burgundische Exil.

### Letzte Jahre und Tod
Am Ende ihres Lebens lebte sie zurückgezogen im Hôtel Saint-Paul in Paris, wo sie im September 1435 starb. Sie wurde in der Grablege der französischen Könige, der Kathedrale von Saint-Denis, beigesetzt. Bei der Plünderung der Königsgräber von Saint-Denis während der Französischen Revolution wurde ihr Grab am 17. Oktober 1793 geöffnet und geplündert, ihre Überreste wurden in einem Massengrab außerhalb der Kirche beerdigt.

## Nachkommen
Isabeau hatte mit Karl VI. zwölf Kinder:
- Charles (*/† 1386), Dauphin;
- Jeanne (1388–1390);
- Isabelle (1389–1409) ⚭ Richard II. (1367–1400), König von England;
- Jeanne (1391–1433) ⚭ Johann VI. (1389–1442), Herzog der Bretagne;
- Charles (1392–1401), Dauphin;
- Marie (1393–1438), Nonne in Poissy;
- Michelle (1395–1422) ⚭ Philipp der Gute (1396–1467), Herzog von Burgund;
- Louis (1397–1415), Dauphin, ⚭ Margarete von Burgund († 1441);
- Jean (1398–1417), Dauphin, ⚭ Jakobäa von Bayern (1401–1436);
- Catherine (1401–1437) ⚭ Heinrich V. (1387–1422), König von England;
- Charles (1403–1461), als Karl VII. König von Frankreich, ⚭ Marie d’Anjou (1404–1463);
- Philippe (*/† 1407).